# 查瓜納斯
查瓜纳斯（英語：Chaguanas）是特立尼达和多巴哥最大的城市， 是特里尼达和多巴哥发展最快的小镇。位于西班牙港以南约18公里（11英里），它最初是由于其邻近的伍德福德小屋糖厂和中央特立尼达镇库瓦的增长。它仍然是一个小城镇，直到20世纪80年代，才开始迅速增长，它吸引了人们的购物和中等价位的住房。目前它的经济仍然在快速增长。